# Phyllostomus
Phyllostomus es un género  de murciélagos perteneciente a la familia Phyllostomidae.

## Especies
Comprende cuatro especies:
- Phyllostomus discolor Wagner, 1843
- Phyllostomus elongatus (É. Geoffroy, 1810)
- Phyllostomus hastatus (Pallas, 1767)
- Phyllostomus latifolius (Thomas, 1901)